# Bebearia sophus
Bebearia sophus är en fjärilsart som beskrevs av Fabricius 1793. Bebearia sophus ingår i släktet Bebearia och familjen praktfjärilar. Inga underarter finns listade i Catalogue of Life.